# ロバート・アルブリトン
ロバート・アルブリトン（Robert Albritton,1941年 - ）は、カナダの政治学者。ヨーク大学政治学科名誉教授。政治経済学専攻。宇野経済学論者。

## 概要
ロサンゼルス生まれ。カリフォルニア大学ロサンゼルス校でPh.D.を取得。社会思想・政治思想の古典研究をしていたが、ベトナム戦争期にアルチュセールを読んでマルクス主義に関心を持った。ヨーク大学の同僚で経済学者の関根友彦から宇野経済学を学び、処女作『A Japanese reconstruction of Marxist theory』(1986年)では、宇野弘蔵の方法論を用いてアルチュセールなど西欧マルクス主義を批判した。第2作『A Japanese approach to stages of capitalist development』(1991年、邦訳1995年)では、資本主義の第4段階としてコンシュマリズム段階を提起した。

## 邦訳著作
- A Japanese approach to stages of capitalist development (1991)
  - 永谷清監訳『資本主義発展の段階論――欧米における宇野理論の一展開』（社会評論社、1995年）